# Dimiao
Dimiao es un municipio filipino de cuarta clase, perteneciente a la provincia de Bohol, en las Bisayas Centrales.

## Historia
El pueblo se fundó en 1772. Hacia mediados del siglo XIX, el lugar tenía contabilizada una población de 11 192 habitantes, repartidos en 1737 casas. Aparece descrito en el segundo volumen del Diccionario geográfico, estadístico, histórico de las Islas Filipinas (1851) de Manuel Buzeta Núñez y Felipe Bravo con las siguientes palabras:

DIMIAO: pueblo con cura y gobernadorcillo, en la isla de Bohol, prov. y dióc. de Cebú; hállase sit. en terreno llano no lejos de la playa; le combaten perfectamente todos los vientos reinantes, y el clima, aunque bastante cálido, es saludable, dulcificando los ardientes rayos del sol, las brisas marítimas de una parte y la frondosidad de los árboles que tiene á sus inmediaciones, de otra. Este pueblo se fundó en 1772, y en el dia tiene unas 1,737 casas, en general de sencilla construccion, distinguiéndose como mas notables, la casa parroquial y la llamada tribunal, en la cual está la cárcel: hay escuela de primeras letras frecuentada por muchos alumnos, dotada de los fondos de comunidad; é igl. parr. bajo la advocacion de San Nicolás de Tolentino, servida por un cura regular. Esta iglesia es hermosa, bastante elevada y de buena arquitectura, como asi mismo el cementerio tambien de muy buena fábrica con sus correspondientes galerias de nichos, su capillita, etc., el cual es bastante capaz y ventilado. Comunícase este pueblo con sus inmediatos por medio de buenos caminos, y recibe de la cab. de la prov., que es la ciudad de Cebú, el correo en dias indeterminados. El term. se estiende considerablemente en todas direcciones, y en él se cria bastante arbolado de toda clase de maderas, caza mayor y menor, y cera y miel, que depositan las abejas en todos los sitios abrigados. El terreno es bastante fértil y productivo, y sus hab. que son los mas pacíficos de la isla, se dedican al cultivo de las tierras, siendo sus principales prod. arroz, algodon, cocos, con los cuales fabrican aceite para su uso, pocas legumbres y frutas. ind.: el beneficio de estas prod. y la elaboracion de telas de algodon y seda de mucha solidez; ocupándose ademas en algunas ocasiones en la pesca del balate, cuyos artículos constituyen su comercio. pobl. 11,192 almas, 2,178 trib., que ascienden á 21,780 rs. plata, equivalentes á 54,450 rs. vn.
(Buzeta y Bravo, 1851, pp. 17-18)

En 2020, tenía censados 14 889 habitantes.